# Ples malog pingvina
Ples malog pingvina je animirani film, glazbena komedija iz 2006. godine koju je režirao, producirao i bio koautor George Miller. U filmu se koriste glasovi poznatih glumaca kao što su: Elijah Wood, Robin Williams, Brittany Murphy, Hugh Jackman, Nicole Kidman, Hugo Weaving i E.G. Daily. Film je nastao u međunarodnoj koprodukciji Sjedinjenih Američkih Država i Australije, a nastao je u studiju za vizualne efekte i animaciju temeljen na sidneyjskom studiju „Animal Logic for Warner Bros.”, „Village Roadshow Pictures” i „Kingdom Feature Productions”, a objavljen je u kinima Sjeverne Amerike 17. studenoga 2006. To je prvi animirani film, koji su snimili Kennedy Miller i „Animal Logic”.
Iako prvenstveno animirani film, uključuje snimanje pokreta živih ljudi u određenim scenama. Film je istodobno pušten i u konvencionalna kina i u IMAX 2D formatu. Studio je nagovijestio da je buduće IMAX-ovo 3D izdanje moguće. Međutim, Warner Bros., producentska kuća filma, imala je preveliki proračun, da bi mogla pustiti „Ples malog pingvina” u IMAX digitalnom 3D-u.
„Ples malog pingvina” dobio je općenito pozitivne kritike kritičara, postajući dobitnik uvodne nagrade BAFTA za najbolji animirani film i četvrti ne-Disney ili Pixar film, koji je osvojio nagradu Akademije za najbolji animirani film. Nominiran je za nagradu Annie za najbolji animirani film i nagradu Saturn za također najbolji animirani film. Nastavak, „Ples malog pingvina 2”, objavljen je 18. studenog 2011.

## Radnja
Svaki carski pingvin pjeva jedinstvenu pjesmu nazvanu "heartong" kako bi privukao partnera. Ako se srce muškoga pingvina podudara s pjesmom ženke, dva pingvina se spajaju. Normi Jean, ženki pingvina, sviđa se Memphis i oni postaju prijatelji. Oni polažu jaje, o kojem brine Memphis, dok Norma Jean odlazi s ostalim ženkama po ribu. Dok se mužjaci bore kroz oštru zimu i mećavu, Memphis nakratko baci jaje. Kao rezultat toga, njihov sin Mumble ne može pjevati, ali umjesto toga može tapkati ples. Ipak, zaljubljen je u Gloriju, koju smatraju najtalentiranijom od njenih godina. Jednog dana Mumble nailazi na grupu neprijateljskih galebova, s vođom koji je označen s žutom trakom, za koju kaže da je iz otmice izvanzemaljaca. Mumble uskoro bježi od gladnih ptica upadajući u pukotinu.
Sada mladu odraslu osobu Mumble, stariji često ismijavaju. Nakon bijega od napada morskog leoparda, Mumble se sprijatelji s grupom Adelie pingvina nazvanom "Amigos", koji prigrlili Mumbleove plesne pokrete i prihvate ga u svoju skupinu. Lovelace ima šest paketa prstenova zapletenih oko vrata, za koje tvrdi da su mu ga poklonila mistična bića.
Za carske pingvine je sezona parenja, a Gloria je u središtu pozornosti. Ramon, jedan od Amigosa, pokušava pomoći Mumbleu da zadobije njezinu naklonost pjevajući španjolsku verziju pjesme "My Way)", ali plan propada, a Gloria to smatra neugodnim. Mumble u očaju počinje plesati tapkajući sinkronizirano s pjesmom. Ona se zaljubljuje u njega i mladi se pingvini pridružuju kako bi pjevali i plesali "Boogie Wonderland". Roditelji su zgroženi Mumbleovim ponašanjem, što vide kao razlog svoje slabe ribolovne sezone. Memphis moli Mumblea da prestane plesati, radi sebe, ali kad ga Mumble odbije, on je progonjen, što ga je nagnalo da razmišlja o osveti starješinama zbog njihovog slijepog uvjerenja.
Mumble i Amigos vraćaju se Lovelaceu, samo da ga vide kako ga guše plastični prstenovi. Lovelace priznaje da su ga napali dok su plivali uz zabranjene obale, izvan zemlje morskih slonova. Nedugo zatim putuje, Gloria, koja se želi pridružiti Mumbleu kao svome prijatelju. U strahu za njenu sigurnost ismijava Gloriju, odvodeći je.
Na zabranjenoj obali skupina pronalazi ribarski brod. Mumble ga vodi sam do ruba iscrpljenosti. Na kraju se našao na obali Australije, gdje je spašen i zadržan u morskom svijetu s Magelanskim pingvinima. Nakon duge samoće, osim što je besplodno pokušavao komunicirati s ljudima, umalo je podlegao ludilu. Kada djevojka pokuša komunicirati s Mumbleom kuckanjem čaše, on počinje plesati, što privlači veliku gužvu. Pušten je natrag u divljinu, a na leđima mu je pričvršćen GPS uređaj za praćenje divljih životinja. Vraća se u svoju koloniju i dovodi u pitanje volju roditelja. Memphis se pomiri s njim, baš kada stiže istraživački tim, dokazujući da su tvrdnje o postojanju „vanzemaljaca“ istinite. Čitava se kolonija, čak i Noah, vođa staraca, bavi plesom.
Istraživački tim vraća snimke svoje ekspedicije, što je potaknulo svjetsku raspravu. Vlade shvaćaju da se prekomjerno lovi, što dovodi do zabrane cjelokupnog antarktičkog ribolova. Na to slave carski pingvini i Amigosi.

## Uloge
| Ime               | Engleska inačica | Hrvatska inačica      |
| ----------------- | ---------------- | --------------------- |
| Mumble            | Elijah Wood      | Toni Gojanović        |
| Memphis           | Hugh Jackman     | Ljubomir Kerekeš      |
| Norma Jean        | Nicole Kidman    | Jasna Palić-Picukarić |
| Gloria            | Brittany Murphy  | Nina Benović          |
| Ramon             | Robin Williams   | Filip Juričić         |
| Lovelace          | Robin Williams   | David Vurdelja        |
| Pripovjedač       | Robin Williams   | Robert Ugrina         |
| Barry             | Richard Carter   | Žarko Savić           |
| Starješina Noa    | Hugo Weaving     | Zvonimir Zoričić      |
| Gospođa Astrakhan | Miriam Margolyes | Branka Cvitković      |
| Šef galeb         | Anthony LaPaglia | Mladen Vulić          |
| Raul              | Lombardo Boyar   | Ozren Grabarić        |
| Lombardo          | Johnny Sanchez   | Luka Peroš            |
| Nestor            | Carlos Alazraqui | Siniša Ružić          |
| Rinaldo           | Jeffrey Garcia   | Dražen Bratulić       |

Ostali glasovi:
- Mia Krajcar
- Ivana Krizmanić
- Zoran Gogić
- Jan Niković
- Ranko Tihomirović
- Željko Šestić
- Roman Wagner
- Korana Serdarević
- Žana Bumber
- Bojan Navojec
- Helena Buljan
- Krunoslav Klabučar
- Marijana Mikulić

- Tonska obrada: Livada Produkcija
- Redateljica dijaloga: Ivana Vlkov Wagner